# Делла Ровере
Де́лла Ро́вере (итал. della Rovere) — семейство из Савоны, из которого происходили папы римские Сикст IV (строитель Сикстинской капеллы) и Юлий II (покровитель Микеланджело). Их семейной усыпальницей служила римская церковь Сан-Пьетро-ин-Винколи.
Папа Сикст передал своим родственникам управление Сенигаллией, герцогствами Арче и Сора и рядом других городов. Следуя ватиканской практике непотизма, папа Юлий посадил своих племянников на лучшие епископские кафедры Италии. Один из этих племянников, Франческо Мария, с подачи папы был усыновлён своим дядей, бездетным герцогом Урбинским Гвидобальдо из рода Монтефельтро. В 1513 году к владениям делла Ровере добавился город Пезаро.
Несмотря на сопротивление тосканских Медичи, владычество делла Ровере в Урбино продолжалось с 1508 до 1626 года, когда их сместил с престола папа Урбан VIII. Книжные сокровища герцогов были вывезены в Ватикан, а последняя представительница рода в 1633 году вступила в брак с тосканским герцогом Фердинандо II Медичи.
Влиятельный кардинал делла Ровере (1533—1598) имел незаконорожденного сына Ипполито. Его дочь Лукреция делла Ровере (1589—1652) в 1609 году вступила в брак с Маркантонио Ланте, дав начало княжеской и герцогской фамилии Ланте делла Ровере, которая продолжается по сей день. Одним из владений этого семейства была знаменитая вилла Ланте под Витербо.
От давно угасшей династии герцогов Урбино следует отличать их однофамильцев, делла Ровере из Пьемонта (rovere по-итальянски — «дуб», фамилия весьма распространённая).

## Представители

### Папы римские
- Сикст IV (Франческо делла Ровере) (1414—1484)
- Юлий II (Джулиано делла Ровере) (1443—1513)

### ГерцогиАрче(1472—1580) иСоры(с 1474 года)
- 1472—1475: Леонардо делла Ровере (1445—1475; брат папы Юлия II)
- 1475—1501: Джованни делла Ровере (1457—1501; брат папы Юлия II)

### Герцоги Урбинские (1508—1626)
(наследники династии Монтефельтро)
- 1508—1516; 1521—1538: Франческо Мария I делла Ровере (на несколько был лет свергнут Медичи)
- 1539—1574: Гвидобальдо II делла Ровере
- 1574—1621; 1623—1631: Франческо Мария II делла Ровере (ненадолго отказался от власти ради сына)
- 1621—1623: Федерико Убальдо делла Ровере (умер от эпилепсии)

### Прочие
- Делла Ровере, Алессандро[итал.] (1815—1864) — итальянский политик, сенатор.
- Делла Ровере, Бартоломео[итал.] (1447—1496) — итальянский католических патриарх.
- Делла Ровере, Виктория (1622—1694) — великая герцогиня Тосканская.
- Делла Ровере, Гвидобальдо II (1514—1574) — 5-й герцог Урбино.
- Делла Ровере, Джироламо[итал.] (1530—1592) — итальянский кардинал.
- Делла Ровере, Джованни (1457—1501) — итальянский кондотьер.
- Делла Ровере, Джован Баттиста[итал.] (1561—1627) — итальянский художник[1].
- Делла Ровере, Джован Мауро (1575—1640) — итальянский художник[2].
- Делла Ровере, Джулиано (1443—1513) — светское имя римского папы Юлия II.
- Делла Ровере, Джулио[итал.] (1504—1581) — итальянский монах-августинец, принявший протестантизм.
- Делла Ровере, Джулио Фельтрио[итал.] (1533—1578) — итальянский кардинал.
- Делла Ровере, Доменико[итал.] (1518—1587) — епископ Асти.
- Делла Ровере, Доменико[итал.] (1442—1501) — итальянский кардинал, епископ Турина и Женевы. Замок делла Ровере в Сенигаллии, Марке

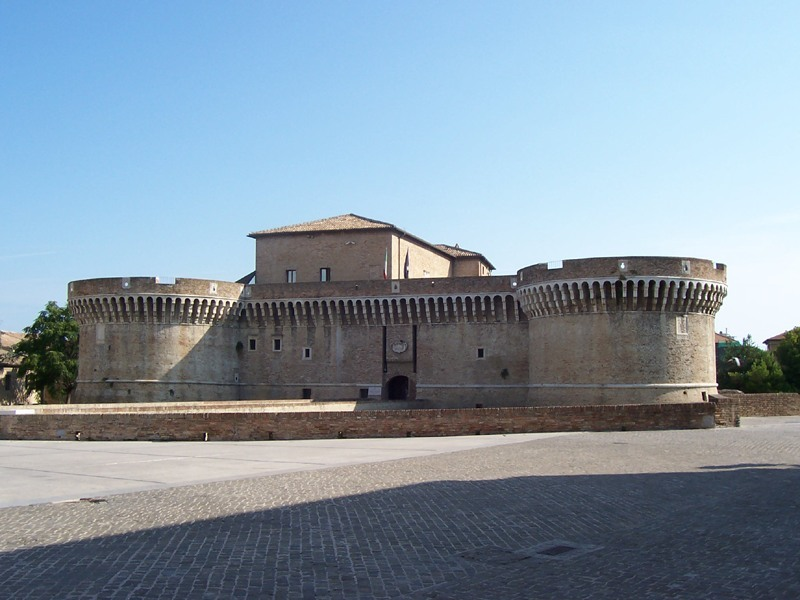
Замок делла Ровере в Сенигаллии, Марке

- Делла Ровере, Ипполито[итал.] (1554—1620) — итальянский военачальник.
- Делла Ровере, Кристофоро[итал.] (1434—1478) — итальянский кардинал.
- Делла Ровере, Лавиния[итал.] (1521—1601) — итальянская дворянка[3].
- Делла Ровере, Лавиния Фельтрия[итал.] (1558—1632) — принцесса Урбино.
- Делла Ровере, Леонардо[итал.] (1445—1475) — итальянский дворянин.
- Делла Ровере, Леонардо Бельтрамо ди Савона[итал.] (XIV век — ок. 1430) — итальянский дворянин, основоположник рода Делла Ровере.
- Делла Ровере, Ливия (1585—1641) — последняя герцогиня Урбино.
- Делла Ровере, Папиньяно[итал.] (ум. 1316) — итальянский епископ.
- Делла Ровере, Раффаэлло[итал.] (1423—1477) — итальянский дворянин, брат римского папы Сикста IV и отец римского папы Юлия II.
- Делла Ровере, Феличе (1483—1536) — незаконнорожденная дочь папы римского Юлия II.
- Делла Ровере, Франко-Мария (1695—1768) — дож Генуэзской республики.
- Делла Ровере, Франческо (1414—1484) — светское имя римского папы Сикста IV.
- Делла Ровере, Франческо Мария I (1490—1538) — четвёртый герцог Урбино (первый из рода Делла Ровере), полководец, участник Итальянских войн.
- Делла Ровере, Франческо Мария II (1549—1631) — кондотьер, последний герцог Урбино.
- Делла Ровере, Фредерико Убальдо (1605—1623) — герцог Урбино, последний представитель рода Делла Ровере по мужской линии.

- Бассо Делла Ровере, Джироламо[итал.] (1434—1507) — итальянский кардинал.
- Виджерио Делла Ровере, Марко[итал.] (1446—1516) — итальянский кардинал.
- Гара Делла Ровере, Систо[итал.] (1473—1517) — итальянский кардинал.
- Гонзага Делла Ровере, Элеонора (1493—1550) — герцогиня Урбино.
- Гроссо Делла Ровере, Клементе[итал.] (1462—1504) — итальянский кардинал.
- Гроссо Делла Ровере, Леонардо[итал.] (1464—1520) — итальянский кардинал.
- Ланте Делла Ровере, Лукреция[итал.] (род. 1966) — итальянская актриса.
- Ланте Монтефельтро Делла Ровере, Алессандро (1762—1818) — итальянский куриальный кардинал.
- Ланте Монтефельтро Делла Ровере, Федерико Марчелло (1695—1773) — итальянский куриальный кардинал.
- Фанчотти Делла Ровере, Галеотто[итал.] (1471—1508) — итальянский кардинал.

- Феличе делла Ровере, побочная дочь папы Юлия II
- Франко-Мария делла Ровере, дож Генуи
- Виттория делла Ровере, дочь Федерико Убальдо, супруга Фердинандо II Медичи